# Urocitellus columbianus
Urocitellus columbianus е вид гризач от семейство Катерицови (Sciuridae). Възникнал е преди около 0,0117 млн. години по времето на периода кватернер. Видът не е застрашен от изчезване.

## Разпространение и местообитание
Разпространен е в Канада (Албърта и Британска Колумбия) и САЩ (Айдахо, Вашингтон, Монтана и Орегон).
Обитава гористи местности, планини, възвишения, склонове, долини, поляни, ливади, храсталаци, савани и плата.

## Описание
На дължина достигат до 29,6 cm, а теглото им е около 470,9 g.
Популацията на вида е стабилна.